# Kalkoma
Kalkoma is een geslacht van vlinders van de familie tandvlinders (Notodontidae).

## Soorten
- K. alba Druce, 1898
- K. cynedrida Schaus, 1923
- K. muscosula Forbes, 1939
- K. nazca Thiaucourt, 1982
- K. pylaon Druce, 1898
- K. zapata Schaus, 1921